# Sumac à bois glabre
Rhus glabra
Espèce
Le sumac à bois glabre, aussi appelé vinaigrier (Rhus glabra), est une espèce d'arbre de la famille des anacardiacées.

## Caractéristiques
Il s'agit d'une plante non parfumée. Lorsqu'elle arrive à maturité, sa hauteur est de 2,50 mètres et sa largeur est également de 2,50 mètres. Sa couleur de floraison est le vert. Ses mois de floraisons sont de juin à aout. La couleur de son feuillage est verte. Son type de feuillage est étalé. Cette plante n'est pas toxique.